# Broarna i Madison County
Broarna i Madison County (originaltitel: The Bridges of Madison County) är en amerikansk romantisk dramafilm från 1995, i regi av Clint Eastwood. Filmen är baserad på romanen med samma namn av Robert James Waller. Huvudrollerna spelas av Eastwood och Meryl Streep. Streep nominerades till en Oscar för bästa kvinnliga huvudroll.

## Handling
En medelålders kvinna vid namn Francesca Johnson (Streep) bor med sin familj i Madison County i delstaten Iowa. Francesca arbetade som lärarinna före äktenskapet, men efter giftermålet ägnas dagarna som hemmafru åt att ta hand om familjen samt arbetet på gården.
Francesca, som är av syditalienskt ursprung, bär på en outtalad dröm om en annan tillvaro långt bort från rutinerna och tristessen på gården. En dag åker maken och barnen bort över helgen och lämnar Francesca ensam på gården.
En dammig pick-up kör oväntat upp på gårdsplanen och ur bilen stiger den spännande och äventyrlige Robert Kincaid (Eastwood), en fotograf för National Geographic från Bellingham uppe i nordväst.
Kincaid undrar om Francesca vet vägen till de berömda övertäckta broarna i Madison County, vilka han önskar fotografera. Hon erbjuder sig att visa broarna och en kort men intensiv och bitterljuv kärlekshistoria tar sin början.

## Rollista
| Clint Eastwood        | – Robert Kincaid    |
| Meryl Streep          | – Francesca Johnson |
| Annie Corley          | – Carolyn           |
| Victor Slezak         | – Michael           |
| Jim Haynie            | – Richard           |
| Sarah Kathryn Schmitt | – Carolyn som ung   |
| Christopher Kroon     | – Michael som ung   |
| Phyllis Lyons         | – Betty             |
| Debra Monk            | – Madge             |
| Richard Lage          | – advokaten         |
| Michelle Benes        | – Lucy Redfield     |